# Leptoria

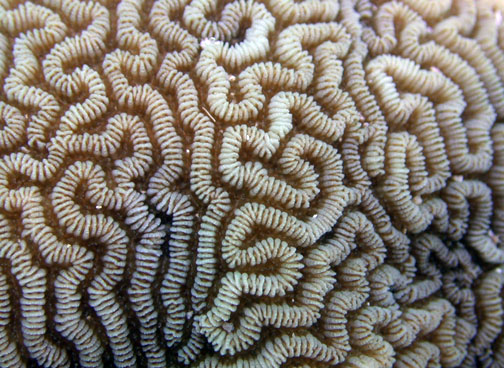
Leptoria phrygia, valles y crestas característicos

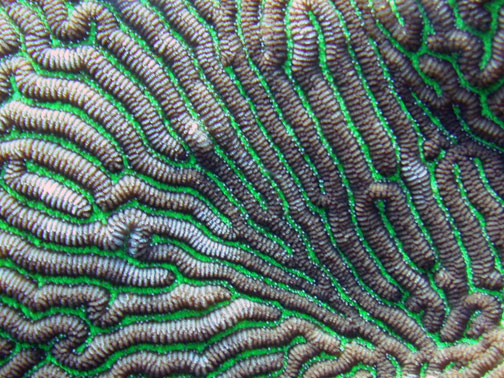
Leptoria phrygia, sus valles y crestas suelen tener colores contrastados

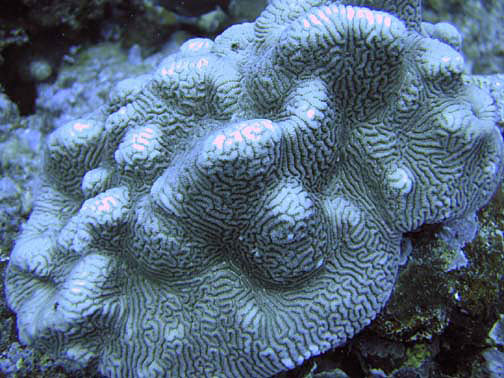
Colonia de Leptoria phrygia de coloración azulada

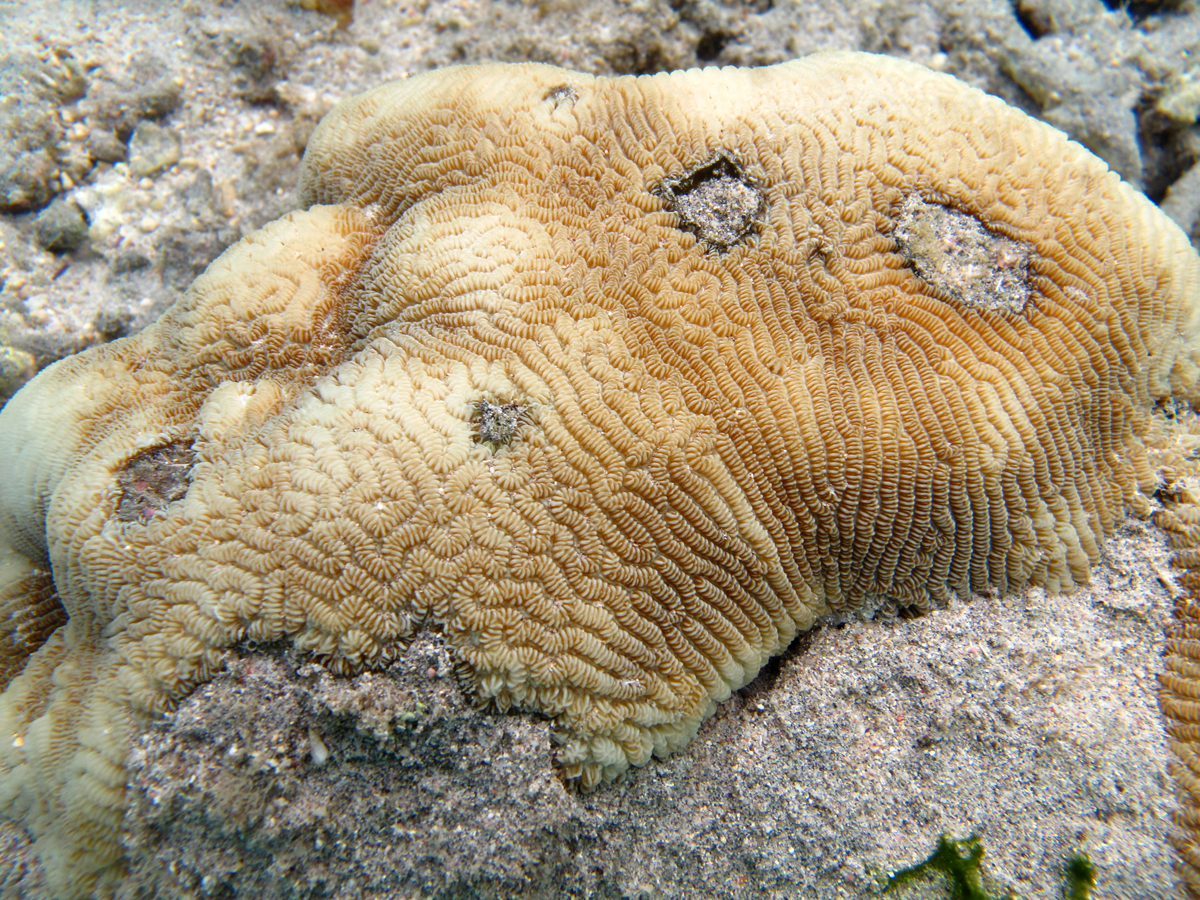
Leptoria phrygia en Reunión

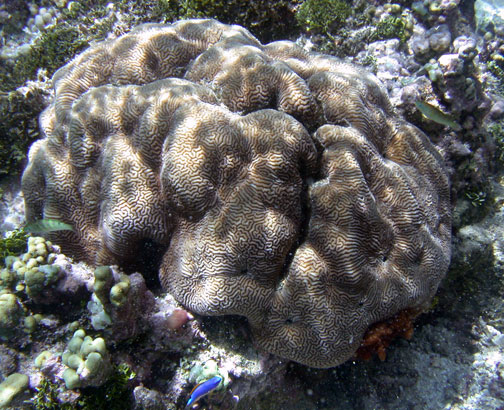
Leptoria phrygia en el Parque nacional de Samoa Americana

Leptoria es un género de corales que pertenece a la familia Merulinidae, dentro del grupo de los corales duros, orden Scleractinia. 
Son corales hermatípicos, constructores de arrecifes en aguas tropicales del océano Indo-Pacífico, desde la costa este africana hasta las islas del Pacífico central. 

## Taxonomía
La organización taxonómica de las especies, géneros, familias y órdenes de la clase Anthozoa, viene siendo, desde el siglo XIX, materia apasionante para los científicos. Dados los avances científicos, que posibilitan, tanto la exploración y recolección de especies, como los análisis filogenéticos moleculares, o las imágenes proporcionadas por el microscopio electrónico de barrido, asistimos a una permanente reclasificación de los clados taxonómicos. Debido a ello, el género Leptoria ha estado enmarcado hasta hace muy poco tiempo en la familia Faviidae, siendo reclasificado por el Registro Mundial de Especies Marinas, sobre la base de recientes estudios, que lo asignan a la familia Merulinidae. No obstante, tanto el Sistema Integrado de Información Taxonómica (ITIS), como la Lista Roja de Especies Amenazadas de la UICN, mantienen, hasta el momento, a Leptoria en Faviidae.

## Especies
El Registro Mundial de Especies Marinas reconoce las siguientes especies en el género, siendo valoradas por la Lista Roja de Especies Amenazadas de la UICN:
- Leptoria irregularis Veron, 1990
- Leptoria phrygia (Ellis & Solander, 1786)

## Morfología
Los corales Leptoria forman colonias masivas, sub-masivas o laminares.
Los coralitos son monomórficos y uniseriados, y se disponen en forma cerioide sobre la superficie de la colonia, lo que significa que tienen sus muros fusionados con los coralitos contiguos. Sus cálices son pequeños, no superando los 4 mm de diámetro. Los coralitos hijos se forman por división intracalicular.
Los pólipos se extienden sólo durante la noche y tienen un círculo simple de tentáculos. También posee tentáculos "barredores", que presentan unas células urticantes denominadas nematocistos, empleadas en la caza de presas del plancton.
La gama de colores abarca el marrón, verde, crema, azul pálido o gris. Con frecuencia los valles tiene coloración contrastante con la del resto del tejido de los pólipos.

## Hábitat y distribución
Viven en arrecifes localizados en los mares tropicales, en zonas cercanas a las costas. Ocurren en la mayoría de hábitats de los arrecifes, excepto en aguas turbias.
Se distribuyen ampliamente en el océano Indo-Pacífico, desde las costas orientales de África, incluyendo el mar Rojo y el golfo de Adén, hasta las islas de Polinesia del Pacífico central, incluyendo todo el Indo-Pacífico tropical, hasta las costas de Australia al sur, y Filipinas y Japón al norte. 

## Alimentación
Contienen algas simbióticas; mutualistas (ambos organismos se benefician de la relación) llamadas zooxantelas. Las algas realizan la fotosíntesis produciendo oxígeno y azúcares, que son aprovechados por los pólipos, y se alimentan de los catabolitos del coral (especialmente fósforo y nitrógeno). Esto les proporciona entre el 70 y el 95% de sus necesidades alimenticias. El resto lo obtienen atrapando plancton y materia orgánica disuelta en el agua.

## Reproducción
Se reproducen asexualmente mediante gemación, y sexualmente, lanzando al exterior sus células sexuales. En este tipo de reproducción, la mayoría de los corales liberan óvulos y espermatozoides al agua, siendo por tanto la fecundación externa.  Los huevos una vez en el exterior, permanecen a la deriva arrastrados por las corrientes varios días, más tarde se forma una larva plánula que, tras deambular por la columna de agua, cae al fondo, se adhiere a él y comienza su vida sésil, secretando carbonato cálcico para conformar un esqueleto o coralito. Posteriormente, los pólipos se reproducen por gemación intracalicular, dando origen a la colonia.